# Passerina rositae
Passerina rositae là một loài chim trong họ Cardinalidae.